# Орда (роман)
«Орда» — історико-філософський роман Романа Іваничука, написаний ним у 1989—1991 рр. і вперше опублікований львівським виданням «Просвіта» у 1992 році. У центрі роману — психологічний художній аналіз подій української історії XVIII ст., пов'язаних з Батуринською трагедією. Зображаючи історичні постаті мазепинської доби, Роман Іваничук глибоко розкриває причини занепаду національної самосвідомості українців, які перегукуються з історією сучасної України.
Це перший твір автора, написаний ним в незалежній Україні. Робота над твором відбувалась у Львові — Києві — Батурині під час депутатської роботи Романа Іваничука у Верховній Раді України І скликання.

## Жанр твору
У літературі зустрічаються визначення роману «Орда» як «роману-сповіді», «роману-притчі», «химерного роману» тощо. Сам автор визначив жанр свого твору як «роман-псалом», узявши епіграфом до нього рядки Івана Богослова:
|  | І дана їм була влада на четвертій частині землі забивати мечем і голодом, і мором, і земними звірами... і люди зневажали Бога за покарання, бо кара його була дуже велика |

За твердженням літературознавця С.Жили, вишукана форма роману-псалма (від гр. psalom — хвалебна пісня релігійного змісту) допомагала митцеві витворити високий український дух.
Дослідники В. Г. Зотова, Л. П. Копєйцева, Т. О. Пітель відзначають близькість роману до такого жанру давніх літератур, як ходіння: головний герой Єпіфаній долає надзвичайно складний, небезпечний шлях, шукаючи спокути, прощення свого гріха.
Літературознавець Людмила Ромащенко називає «Орду» «химерним романом» з огляду на містицизм, подорожі у часі та просторі, а також розкриття «химерності самої української душі». Також дослідниця відмічає жанрово-стильовий синкретизм твору, що поєднав елементи антиутопії, фантастики, міфології, символізму, притчі, сатири тощо.
Дослідниця Інна Горячок зазначає, що в «Орді» присутній елемент політичного диспуту, а також переплітаються фантасмагоричність та реальність: «Точно виписані картини звичайного народного побуту чергуються в „Орді“ з епізодами фольклорної і сатиричної фантастики, що дає змогу авторові інтерпретувати кількома сюжетними потоками. І кожен із них справді увиразнюється від сусідства з іншим, збагачується несподіваними змістовними гранями. Доречність використання всіх цих елементів у творі логично вмотивовано. Хвора уява Єпіфанія вже не відрізняє реальність від галюцинацій. Поінколи те, що йому намарилось, набагато реальніше за саму реальність і посилює враження від неї в характерному гротесковому вираженні також у відповідній емоційній оркестровці».

## Композиція твору
Роман складається з трьох частин, 20 розділів. Перша частина твору «Армагеддон» (6 розділів) є кульмінаційною: зображена апокаліптична катастрофа, українське цвинтарище і початок нового життя; друга частина «Серед карликів» (7 розділів) — викриття колоніальної політики Росії щодо України; третя частина «Дорога до Храму» (7 розділів) — шлях на Голгофу своєї нації.
Дослідники відзначають потрійність часопросторових координат роману: у ньому розгортаються історичні події XVIII ст. з наголосом на Батуринській трагедії, є відсилка до подій радянської історії й присутня понадчасова «покаянна молитва за Україну». При цьому різні типи часопростору поєднуються з принципом циклічності.
Структура роману обумовлена його притчевим характером та пов'язаним із цим принципом параболи. У зв'язку з цим для роману характерні: відрив оповіді від конкретного часу і конкретних обставин, а також заглиблення героя в позачасовість, у якій автор розкриває суспільні суперечливості в історії України не лише післямазепинської доби, а й у сучасний письменникові період.

## Сюжет роману
Відправною точкою сюжету є мазепинська столиця Батурин. Автор змальовує апокаліптичну картину помсти Петра І Івану Мазепі за його спробу об'єднання із шведським королем Карлом XII, яка полягає у руйнації міста, у невимовно жорстокому насиллі над людьми. Свідком цих трагічних подій стає отець Єпіфаній, сповідник гетьмана Мазепи, який мимоволі прийняв бік зрадника — полковника Носа і не в змозі протистояти насиллю. Ситуація нагадує міфічне зачароване коло, яке оберігає життя Єпіфанія.
Схимник починає дуже швидко розуміти, якої страшної помилки він припустився — духовно зрадив своїх співвітчизників, не зумівши переступити власний страх. Єпіфаній розуміє свою ницість, свій гріх і тому вирушає в дорогу, щоби спокутувати його. Форма ходіння, яку обрав Роман Іваничук для свого роману, забезпечує відкритість географічного простору, дає можливість через топоси географічних меж і їх долання головним персонажем показати, якою важкою є дорога спокути. Адже, фізично не рухаючись із зачарованого кола, яке зберегло йому життя, схимник все ж таки перейшов межу свого внутрішнього «я», пережив самозраду, після чого й приречений спокутувати свій гріх або залишитися людиною без душі, нелюдем.
Головний герой твору отець Єпіфаній мандрує дорогами України: Батурин — Глухів — Київ — Полтава — Лебедин — Висока Могила — Скит Манявський — Карпатські гори; також перебуває в різних землях імперської Росії (Воронеж — Сибір — Петербург і — Гродно), Туреччині, Європі (м. Бандери). Перебуваючи в Петербурзі, отець Єпіфаній, за волею Петра І, тривалий час був змушений жити в імперії карликів на Василівському острові.
Шукаючи підтримки, Єпіфаній подумки розмовляє з Мотрею-Лебедицею. У духовній боротьбі з полковником-вовкулакою Носом, коли схимник відчуває, що частина полковникового звіра є й у ньому, саме Мотря повертає його до людської подоби.
У своєму ходінні через усю Україну в муках і стражданнях Єпіфаній змінюється. Однак, віднайшовши в собі духовні сили, він не може знайти прощення — ні в Лаврі понад Дніпром, ні в Карпатах, ні в Манявському скиту, де сам витесав хрест і поніс на свою Голгофу, щоб збудувати власний Храм. У кінці твору чернець знову опиняється в Батурині, уві сні він бачить перепоховання Мазепи, Лебедицю-Мотрю і лише тепер відчуває прощення.

## Герої
Герої з українською душею:
Отець Єпіфаній, сповідник гетьмана Мазепи — головний герой
Мотря Кочубей — Лебедиця
Сивий козак — Мамай
Українські гетьмани:
- Іван Мазепа,
- Павло Полуботок,
- Пилип Орлик

Полковник Дмитро Чечель
Герої з російським духом:
Полковник Іван Ніс
Петро І
Князь Олександр Меншиков
Карлики: Єрмолай, Поважний Карлик, Кавун, Опричник, Калмик.

## Проблематика роману
За твердженням В. Г. Зотової, Л. П. Копєйцевої та Т. О. Пітель, Роман Іваничук говорить про загрозу ментального знищення українців, втрати ними своїх святинь, духовності. Навіть самовпевнені, знахабнілі прислужники-невігласи зневажають український народ, а той кориться їм і зраджує свої святині. У виході за межі національних і особистих цінностей, у їх зраді, є причина людської змалілості. Дослідники В. Г. Зотова, Л. П. Копєйцева Т. О. Пітель акцентують увагу на авторській думці про спокуту гріха як умову повернення людини до самої себе і її самоусвідомлення на національних теренах.
У тексті роману відчувається алюзія на XX ст., політику нівеляції національних цінностей, неприродного утворення однієї нації замість розмаїття багатьох у Радянському Союзі — радянського народу. Літературознавець Л.Ромащенко зазначає, що «Орда» — це памфлет на радянську дійсність. У гостро сатиричній формі письменник використав під час зображення устрою імперії карликів на Василівському острові радянські ідеологеми: «найгуманніший у світі карликовий лад», «нова історична спільність», «світле майбутнє», «московська мова як засіб міжнаціонального спілкування» тощо.
Дослідниця Олеся Ісаюк вбачає у романі проживання геноцидної травми українського народу: стартовим моментом травми виступає масове вбивство батуринців і тотальне безсилля перед вбивцями; другим значимим моментом травми є героїзм Чечеля і підсвідома самозневага всіх травмованих (можна ж було, можна бодай загинути гідно — чому він зумів, а я ні?); третій момент — коли гетьманський сповідник перетворюється на того, хто виголошує анафему Мазепі, і стає частиною апарату насильства і співучасником насильника. Відповідно, мандри Єпіфанія є алегорією пошуку спокою зраненою підсвідомістю, і завершуються вони там, де почалися, — біля Батурина. На думку О.Ісаюк, це дуже важлива деталь у контексті саме травми — адже щоби подолати травму, слід повернутися у момент травматизації. Принцип циклічності, на думку В. Г. Зотової, Л. П. Копєйцевої і Т. О. Пітель, у поєднанні з різними типами часопростору в романі «забезпечують оприявлення авторської думки про спокуту гріха як умову повернення людини до самої себе і її самоусвідомлення на національних теренах».
Польська дослідниця Оля Гнатюк вказує на важливу тему, яку піднімає Роман Іваничук в романі «Орда», — тему зради, запроданство та, — як наслідок — поневолення народу й поневолення розуму. За словами дослідниці, «парадоксальним може видатися те, що автор зосереджує увагу насамперед на явищі зради, а не на постаті „ворога“, проте це елемент продуманої стратегії. Літературні (і не лише) герої, які співпрацюють з ворогом, заслуговують у стократ більшого осуду, ніж сам ворог». Зрадниками виступають ті, хто покинув гетьмана Мазепу і перейшов на службу до царя, змарнувавши усі шанси здобути незалежність.
На думку Тетяни Юли, у творі піднімаються проблеми споживацького ставлення до влади («шлункомислячі ковбасники», які «… за смачне пійло в коритах!» готові пожертвувати усім, навіть свободою), комплексу неповноцінності українців («безсилий, знищений ним (Петром І) ліліпут духа й тіла») та малості душ — яничарства («… первородний гріх нашого народу — зрада своєї совісті»).

Ще однією проблемою твору є зрада через мовчання. Сам Р. Іваничук писав: 
«Мій Єпіфаній вчинив злочин мовчання в Батурині, дивлячись на страшне диявольське дійство, і цей злочин мусив бути покараний. Мій Єпіфаній — це я і весь мій народ; ми повинні відбути покуту за свідому й несвідому мовчанку на оргіях, шабашах і Варфоломіївських ночах окупантів. такими злочинцями, як Єпіфаній, були ми всі. вся наша нація була злочинною супроти себе самої. Ми героїчно гинули в Батурині, ми терпеливо вмирали під час глодомору в 1933 році, ми покірно йшли в підвали НКВД, і нам стріляли в потилиці… Тож коли має каятися Єпіфаній за те, що не вп'явся зубами в горло Меншикову, то чому не маємо каятися ми, винні не в тому, що впустили більшовицьку орду на свою землю, — сил не було зупинити, а в тому, що в душу впустили і вдовольнилися тихим і ситим рабством».
Олеся Ісаюк вбачає в романі мотив упокорення й мимовільної співучасті в злочині через мовчанку, що неодноразово повторюється у творі: «Покора, яка заволоділа Єпіфанієм у Батурині й довела до непрощеного злочину мовчанки на вид найжахливішої збродні, підкрадалася до нього й тепер…».
Дослідниця Інна Горячок звертає увагу на присутність в романі «Орда» «улюбленої Іваничукової теми меча і мислі, яка звучала і в „Четвертому вимірі“, і у „Воді з каменю“, і в „Журавлиному крику“: ослаблений оружно народ повинен мати досконалу зброю мислі, сильнішу за грубу силу.

## Символіка та образи роману
На думку дослідників В. Г. Зотової, Л. П. Копєйцевої та Т. О. Пітель, ще на початку шляху спокути Єпіфанія Роман Іваничук, використовуючи образи-символи й образи-алегорії, окреслив ціннісні межі українців. Він створює образи-концепти (орди, Мазепи, Мотрі-Лебедиці, змалілих людей, карликів), що є наскрізними у творі і постійно окреслюють історичні, ментальні, психологічні тощо межі в бутті українського народу, характеризують певні стани — від страху, розпачу — до зневаги, психологічного випростування з неволі, відчуття власної гідності.
Ключовим образом-сиволом роману є образ орди. Дослідниця Оля Гнатюк вважає, що образ орди вказує „на Росію як колонізатора України“. Літурознавиця Л.Ромащенко характеризує орду як втілення „духовної вбогості, морального падіння, рабської покори та пасивності“. У цьому ж значенні характеризував орду сам автор: „орда бездуховності“.
Одним із проявів орди є карлики — духовно вбогі істоти, що втілюють людську нікчемність, ницість, аморальність. Орда карликів на чолі з Петром І та Меншиковим осідлали волелюбний український народ, запроторили його у „тихе рабство“. Карлик завжди зневажливо, із презирством говорить про українців, називає їх не інакше, як хохлами, знищити Малоросію — найбільша мрія, радість і розвага для нього».
Яскравою алегорією є перебування головного героя на Василівському острові, де, за волею Петра І, він був змушений жити в імперії карликів. Дослідники В. Г. Зотова, Л. П. Копєйцева, Т. О. Пітель зазначають, що «історія ліліпутів є суцільною алегорією, яка дає можливість Р. Іваничукові змалювати атмосферу 70-х–80-х рр. XX ст. в Радянському Союзі». Автор розповідає про стагнацію, застійні явища в економіці, соціалістичні змагання, тоталітаризм у владі. Так, якщо ліліпути виростають вищими за їхнього ватажка, їм стинають голови. Єпіфаній (розумний, винахідливий) посадив собі ватажка на шию і залишився живим. В. Г. Зотова, Л. П. Копєйцева Т. О. Пітель стверджують, що у такий спосіб автор показав «всечасну уярмленість українського народу, його залежність від різного роду панів».
В образі Єпіфанія уособлений весь український народ. Сам Роман Іваничук писав: «Мій Єпіфаній — це я і весь мій народ». Дослідниця Інни Горячок зазначає: «Єпіфаній — це кожен з нас, пересічних його земляків, хто й любить народ і готовий йому служити, але в страшну хвилину вибере шлях сліз і страждань, не вміючи і не наважуючись вирватись з цупких обіймів страху».
На думку дослідниці Людмили Ромащенко, найважливіше місце в системі символічних констант твору посідає образ храму, що проставляється образу орди, — це храм душі, науки і духовності. Відповідно, героїв роману вона поділяє на тих, хто має храм у душі (Мотря, Мазепа, полковник Чечель, священник Данило, Полуботок): тих, хто назавжди втратив свій храм (зрадник Нос, Меншиков, храм через страждання та спокуту (отець Єпіфаній). При цьому образ храму має декілька значень — це і храм Природи, де все перебуває в гармонії, окрім людини; храм високої гори з гострим шпилем і зубчастою огорожею — як символ міцності українського духу. Також Людмила Ромащенко вказує на образ Лебедиці як символа чистоти, що розростається до ідеалу національної чесності та незламності; образ полковника Чечеля як «замордованого мученика», що «небезпечніший для завойовника, ніж живий лицар, — він-бо народжує ідею помсти»; образ Павла Полуботка як втілення мужності та стійкості як важливих рис національної моралі; образ священника Данила як символ нескореності; образ Дніпра як символа української сутності, «символа вічного буття народа, його багатства, сили та здоров'я». Л. Ромащенко звертає увагу на емоційне підсилення негативного образу Меншикова символічною композицією: він керує чотирма конями Апокаліпсиса — Війною, Голодом, Смертю, Мором. Ще один символ, значення якого розкриває Л.Ромащенко, — топор: в залежності від мети того, хто його тримає, він символізує або творче начало або каральну силу.
Літературознавець С.Жила виділяє наступні символи в романі:
Лебедиця — символ чистоти, незаплямованості, вірності, надії (вона приносить Єпіфанію надію на відродження, але для цього він має пройти усіма колами пекла). Лебедиця виступає символом чистоти душі Єпіфанія.
Дорога — символ спокути, рух до самого себе, шлях до спасіння і шлях до гріха.
Козак Мамай — двійник, антипод Єпіфанія — символ непереможності, величі духу, мужності та відваги (воля його народу — на вістрі шаблі).
Країна Карликів — символ імперіалістичної системи — Радянського Союзу, у якому всі рівні, бо малі тілом і духом.
Карлики — коліщатка імперії.
Епізод з пляшкою (церковна чаша і бутель самогону) — хитання між вірою і невірою українського народу, поневоленого карликами.
Картина перетворення чорних ключів від всенародної тюрми на ключі від Храму — символ Преображення і воскресіння особистості.
Хрест — символ воскресіння і відродження.
Знак питання на хресті — символ того, що невідомо, хто буде розіп'ятий на цьому хресті в майбутньому, можливо, завтра чи через тисячу років.
Пощерблена ікона — неприкаяна душа Єпіфанія.
Хмари — чистота душ.
Дзвін — голос пам'яті.
Зірка —орда карликів.
Тризуб — українська незалежність.
Церква — символ духовності українського народу.
Вогонь на церкві — це час, який нищить безжалісно все і всіх і перетворює в дим, що йде до небес.
Шабля — боротьба, але боротьба всіх проти всіх.
Німб над головою козака — це святість батуринських людей, що загинули безневинно, через протистояння владних людей.
Козацька сльоза — «біль» за нашу історію.
Дослідниця Олеся Ісаюк звертає увагу на образ росіян, які в романі постають у трьох іпостасях: перша — іпостась руйнівника, насильника (Петро І та його кати); друга — напівміфічні карлики як втілення збірного відчуття страху, покірності, загрози, відмови від ідентичності заради фізичного виживання; третя — паломник з Твері, який прибув до Києва відмолити гріхи російського народу, але навіть не думає про звільнення України від російської присутності. Характеризуючи образ карликів, О.Ісаюк порівнює їх із «злиднями», які в українській народній міфології зображені як невеличкі верткі людиноподібні істотки, які поселяються в людських домівках і систематично виїдають запаси, прирікаючи селянську родину на вічні злидні. «В оповіді Іваничука карлики виконують ту ж роль — але замість з'їдати у прямому значенні, вони постійно присутні у ролі нашіптувачів більш „прагматичного“ варіанту дій, покірності імперії. Зрозуміло, що чим ближче до імперської столиці Санкт-Петербурга, тим вища їхня концентрація». Дослідниця вбачає своєрідний символізм у тому, Єпіфаній отримав своєрідний дозвіл вирушити у справжню прощу до Києва лише після опору карликам: «Натяк прозорий — тільки після відваги вчинити відкритий спротив імперії можливе повернення до себе і відновлення свого власного логічного порядку».

## Оцінки роману
Роман «Орда» отримав як позитивні, так і негативні рецензії.
Михайло Слабошпицький (1992 р.): Твір Романа Іваничука, «ніби монета, на якій з одного боку давня, а з іншого — сучасна емблематика. Але давня стилізована під сучасну, а сучасна — під давню, і це наперед визначає їхню схожість попри усі відмінності обох зображень».
Оля Гнатюк (2005 р.): «…роман Іваничука „Орда“ — спроба зведення порахунків з колоніяльним минулим у постколоніяльному дусі».
Тетяна Юла: (2020 р.): «Орду» Р. Іваничука можна порівняти з античними трагедіями, запрограмованими на катарсис. На підтвердження своєї тези Т.Юла цитує слова самого Романа Іваничука: «… я вирішив показати все наше суспільство, до якого увірвалась орда бездуховності. Хай мій твір очистить мене самого в цей святий момент, коли я ступив на поріг незалежності своєї держави».
Олеся Ісаюк (2022 р.): «Орда» — це про проживання травми і подолання геноцидного спадку. Травми безсилля перед насильством. Цей процес ніколи не буває спокійним, він завжди триває з надривом і криком. Що блискуче передав Роман Іваничук".
Але деякі літераторознавці закидали письменнику, що він запізнився із цим твором: М. Павлишин зазначав, що «… з'явившись уже в незалежній Україні, твір звучить як полемічний виступ у важливому, але вже закінченому диспуті»; а польська дослідниця Оля Гнатюк називала «Орду» типовим прикладом «… анахронічного антиколоніяльного дискурсу: автор його започаткував… після розпаду імперії», «антиколоніяльний дискурс… запізнився в часі: імперія перестала існувати, отже, можна безпечно з нею боротися».
Роман піддавався критиці за «натуралізм мук батуринців та посаджених на кіл козаків», «гіперемоційність автора розповіді», «нагромадження символів та з'яв, часто без видимого ладу і складу», «позірну хаотичність образів і сюжетів, яка вкрай погано вписується у раціональну логіку», «фактичний неісторизм при претензіях на жанр історичної белетристики» тощо. Дослідниця Олеся Ісаюк вважає, що ці закиди критиків безпідставні, «адже маємо справу з сюжетом не про історичну подію, а про колективну травму як наслідок колективних переживань цієї самої історичної події. І логіку твору визначає саме логіка травми, а не логіка історичних подій».
Оцінки російських критиків
Роман «Орда» викликав бурхливу дискусію серед російських критиків. Російський історик Павло Негретов зазначав у 1994 р., що це не просто розповідь про добу Петра і Мазепи, а погляд на історію складних стосунків України та Росії; при цьому "минуле і сучасне Росії зображується автором в сатиричній манері..., ненависть до Москви засліплює автора та змушує його бути несправедливим"  Критик І.Сергєєва у 1994 р. закидала Роману Іваничуку відсутність об'єктивності, великодушності та бескомпромісність, пояснюючи це тривалою відсутністю української державності . Вона стверджувала, що роман "однаково антиросійський, як і антиукраїнський" . У 2013 р. з цим погоджувалась українська дослідниця Л.Ромащенко, спираючись на те, що в "Орді" зображені сцени деморалізації українських козаків, які продавали зброю у Бендерах; випрошування козацькими старшинами у Петра І маєтків страчених старшин . Також дослідниця Л.Ромащенко негативно оцінювала зображення в романі усього радянського "виключно чорними барвами", дорікаючи автору, що визнання як історичного белетриста та нагороди-премії А.Головка і Т.Г.Шевченка, орден Трудового Червоного Прапору він отримав саме в радянські часи .

## Історичні невідповідності
- в момент здобуття Батурина Петра І не було в Батурині [7];
- проголошення анафеми відбулося у Глухові через кілька днів[7];
- анафему проголошував не безвісний клірик, а особисто Стефан Яворський[7];
- вибори гетьмана відбулися окремо, через день після проголошення анафеми[7].